# Rudolf Otto Chotek
Rudolf Otto hrabě Chotek (Rudolf Otto Heřman Josef Maria říšský hrabě Chotek z Chotkova a Vojnína, maďarsky Chotek Rezsö gróf) (17. dubna 1870 Dolná Krupá – 10. října 1921 Dolná Krupá) byl uherský šlechtic, politik a velkostatkář. Vlastnil rozsáhlý majetek v Horních Uhrách a Vojvodině, byl dědičným členem uherské Sněmovny magnátů. Zemřel na zámku Dolná Krupá jako poslední potomek uherské linie české rodiny Chotků.

## Životopis

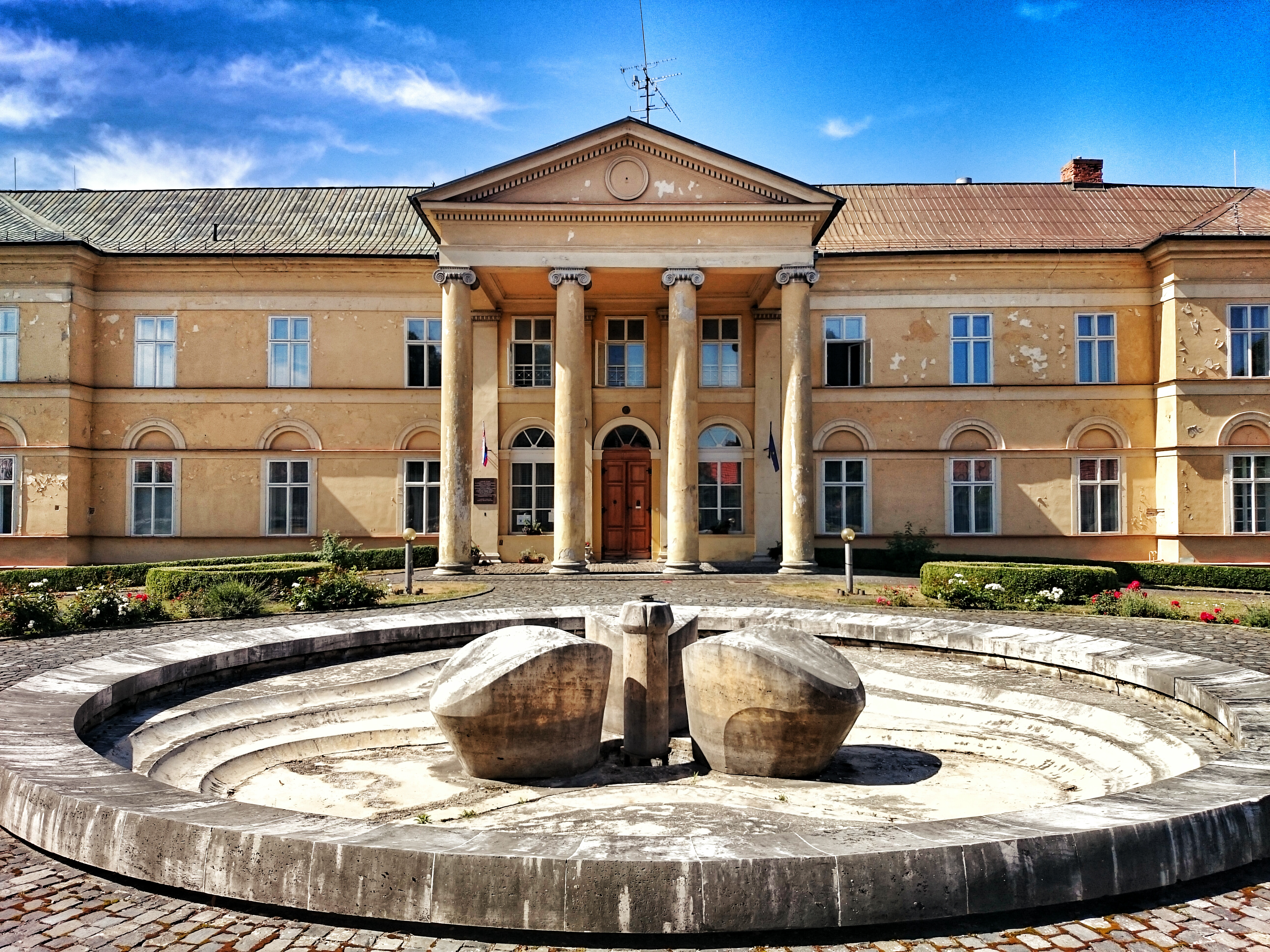
Kaštel v Dolné Krupé, hlavní sídlo uherské linie Chotků

Pocházel ze staré české šlechtické rodiny Chotků, patřil k uherské linii, která od poloviny 19. století vlastnila velkostatky v Horních Uhrách a Vojvodině. Narodil se na zámku Dolná Krupá jako jediný syn hraběte Rudolfa Chotka (1822–1903) a jeho manželky Marie Antonie, rozené hraběnky Khevenhüller-Metschové (1838–1892), pro odlišení od otce bývá v pramenech a literatuře označován jako Rudolf II. Chotek. Absolvoval gymnázium v Trnavě a poté se začal podílet na správě rodového majetku (Dolná Krupá, Futog). V roce 1895 byl jmenován c. k. komořím a v roce 1896 se stal dědičným členem uherské Sněmovny magnátů, díky majetkům ve Vojvodině zasedal také na chorvatsko-slavonském zemském sněmu. V roce 1916 byl jmenován c. k. tajným radou, byl též čestným rytířem Maltézského řádu. Společenským aktivitám se však spíše vyhýbal kvůli své uzavřené povaze a zdravotní indispozici (narodil se s rozštěpem rtu, nicméně již v dětství byl operován). Dědicem rodového majetku se stal po otcově smrti v roce 1903. Velkostatky Dolná Krupá a Futog zahrnovaly 15 500 hektarů půdy a patřila k nim řada hospodářských dvorů a průmyslových podniků, hodnota majetku byla počátkem 20. století vyčíslena na 7,5 miliónu korun. Na rozdíl od svého otce však Rudolf II. nebyl dobrým hospodářem a na velkostatcích docházelo k postupnému úpadku. Rudolfovou vášní byl především lov a tomu podřizoval své další zájmy od chovu koní po budování sbírky loveckých zbraní.

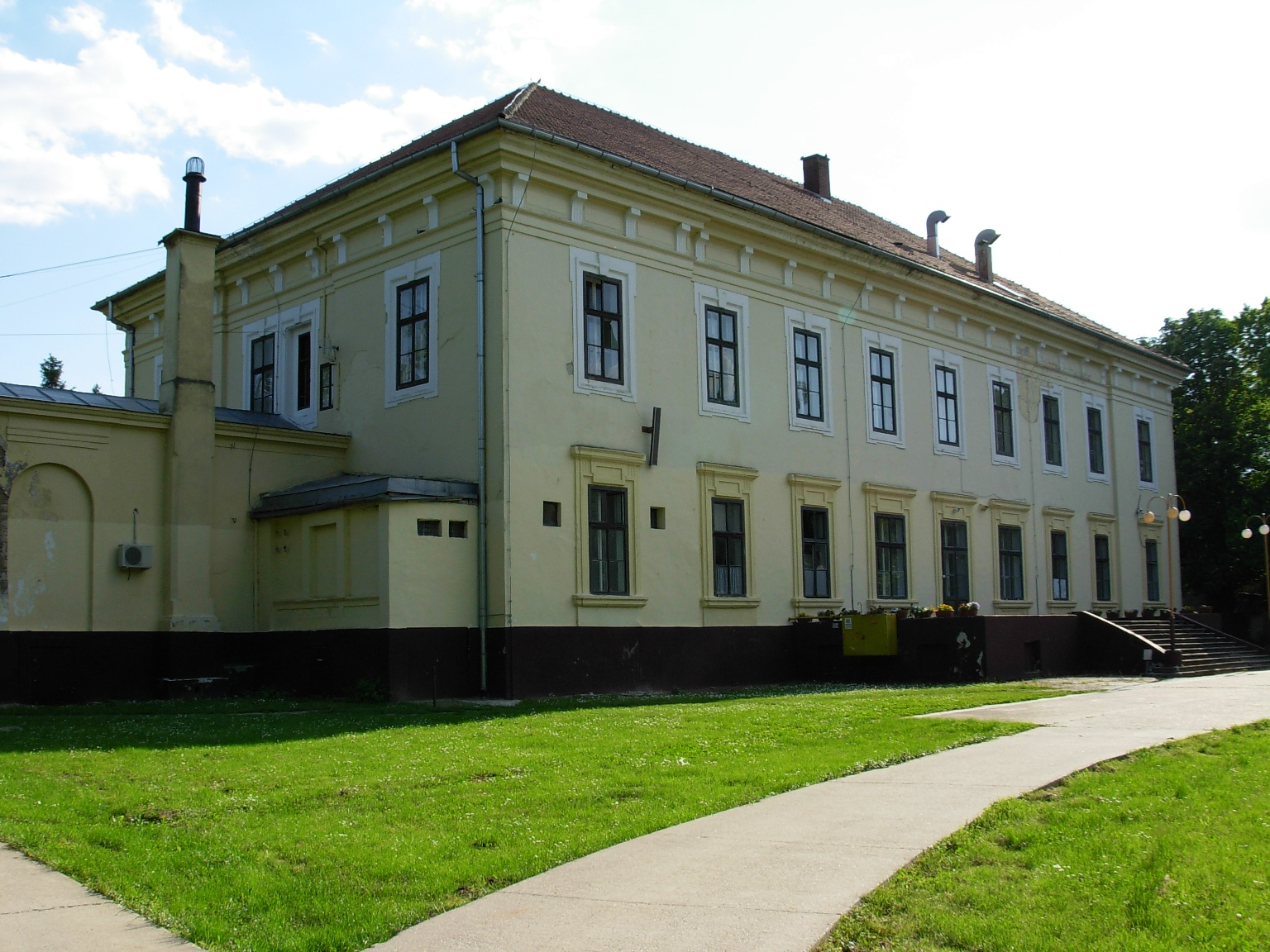
Chotkův zámek ve Futogu

V roce 1895 se v Budapešti oženil s hraběnkou Irmou Rádayovou (1871–1945), c. k. palácovou dámou a dámou Řádu hvězdového kříže, dcerou bývalého uherského ministra zeměbrany Gedeona Rádaye (1841–1883). Její mladší bratr Gedeon (1872–1937) byl po první světové válce v Maďarsku ministrem vnitra. Irma na rozdíl od svého manžela vůbec neuměla slovensky a její podíl na správě velkostatku se vyznačoval maďarizací trnavského regionu. Kromě zámku Dolná Krupá pobývali také na zámku ve Futogu, často zajížděli také do lázní (Františkovy Lázně, Karlovy Vary). Manželé nebyli ve společnosti příliš oblíbení, i když se angažovali v charitě a veřejně prospěšných aktivitách (v roce 1911 Rudolf financoval přestavbu kostela sv. Ondřeje v Dolní Krupé). Za první světové války zřídili na vlastní náklady lazaret na zámku Dolní Krupá, kde Irma pracovala jako zdravotní sestra.
Rudolf II. Chotek zemřel na zámku Dolná Krupá ve věku 51 let následkem infarktu a pohřben byl v rodovém mauzoleupoblíž dolnokrupského kostela sv. Ondřeje. Většinu majetku odkázal v závěti svým starším sestrám Marii Henrietě (1863–1946) a Gabriele, provdané Schönbornové (1868–1933). Rudolfova manželka Irma byla v poslední vůli odškodněna jen menšími položkami v mobiliáři, mimo jiné proto, že se mezitím stala dědičkou velkostatku Aspang v Dolním Rakousku a byla v podstatě finančně nezávislá. Irma se však se svými švagrovými pustila do soudního sporu, hned v roce 1921 nicméně z Dolní Krupé odjela. Nějakou dobu pobývala u manželových vzdálených příbuzných ve Veltrusech, kde se snažila zasahovat i do dědických záležitostí Arnošta Chotka a později přesídlila na zděděný zámek Aspang.